# العلاقات الأفغانية الكرواتية
العلاقات الأفغانية الكرواتية هي العلاقات الثنائية التي تجمع بين أفغانستان وكرواتيا.

## مقارنة بين البلدين
هذه مقارنة عامة ومرجعية للدولتين:
| وجه المقارنة                                              | أفغانستان                    | كرواتيا                                                  |
| --------------------------------------------------------- | ---------------------------- | -------------------------------------------------------- |
| المساحة (كم2)                                             | 652.23 ألف                   | 56.59 ألف                                                |
| عدد السكان (نسمة)                                         | 34.94 مليون                  | 4.11 مليون                                               |
| الكثافة السكانية (ن./كم²)                                 | 53.57                        | 72.63                                                    |
| العاصمة                                                   | كابل                         | زغرب                                                     |
| اللغة الرسمية                                             | اللغة البشتوية، اللغة الدرية | اللغة الكرواتية                                          |
| العملة                                                    | أفغاني                       | كونا كرواتية                                             |
| الناتج المحلي الإجمالي (بليون دولار)                      | 20.82 مليار                  | 54.85 مليار                                              |
| الناتج المحلي الإجمالي (تعادل القوة الشرائية) بليون دولار | 62.62 مليار                  | 94.64 مليار                                              |
| الناتج المحلي الإجمالي الاسمي للفرد دولار أمريكي          | 594                          | 11.54 ألف                                                |
| الناتج المحلي الإجمالي للفرد دولار أمريكي                 | 1.93 ألف                     | 21.64 ألف                                                |
| مؤشر التنمية البشرية                                      | 0.479                        | 0.818                                                    |
| رمز المكالمات الدولي                                      | +93                          | +385                                                     |
| رمز الإنترنت                                              | .af                          | .hr                                                      |
| المنطقة الزمنية                                           | ت ع م+04:30                  | توقيت وسط أوروبا، ت ع م+01:00، ت ع م+02:00، أوروبا/زغرب ‏ |

## منظمات دولية مشتركة
يشترك البلدان في عضوية مجموعة من المنظمات الدولية، منها:
| علم المنظمة | اسم المنظمة                               | تاريخ انضمام أفغانستان | تاريخ انضمام كرواتيا |
| ----------- | ----------------------------------------- | ---------------------- | -------------------- |
|             | مؤسسة التنمية الدولية                     | 2 فبراير 1961          | 25 فبراير 1993       |
|             | يونسكو                                    | 4 مايو 1948            | 1 يونيو 1992         |
|             | وكالة ضمان الاستثمار متعدد الأطراف        | 16 يونيو 2003          | 19 مارس 1993         |
|             | الأمم المتحدة                             | 19 نوفمبر 1946         | 22 مايو 1992         |
|             | الاتحاد البريدي العالمي                   | ?                      | ?                    |
|             | البنك الدولي للإنشاء والتعمير             | 14 يوليو 1995          | 25 فبراير 1993       |
|             | الاتحاد الدولي للاتصالات                  | 12 أبريل 1928          | 3 يونيو 1992         |
|             | منظمة حظر الأسلحة الكيميائية              | ?                      | ?                    |
|             | مؤسسة التمويل الدولية                     | 23 سبتمبر 1957         | 25 فبراير 1993       |
|             | المركز الدولي لتسوية المنازعات الاستشارية | 25 يوليو 1968          | 22 أكتوبر 1998       |
|             | منظمة الشرطة الجنائية الدولية             | ?                      | ?                    |

## وصلات خارجية
- موقع وزارة الخارجية الأفغانية
- موقع وزارة الخارجية الكرواتية